# Mesela
Mesela (parfois orthographié Messela) est un woreda de la région Oromia, en Éthiopie.
Il tient son nom du bourg de Mesela où vivent 4 590 personnes tandis que le woreda compte 151 698 habitants en 2007.

## Situation
Situé dans la zone Mirab Hararghe (Ouest Hararghe) de la région Oromia, le woreda est limitrophe de la zone Misraq Hararghe (Est Harrarghe).
La rivière Galetti — qui borde le woreda à l'ouest et le sépare de Gemechis (en) — appartient au bassin versant du Chébéli.
|               | Tulo   |                                   |
| Gemechis (en) | Mesela | Malka Balo (zone Misraq Hararghe) |
|               |        |                                   |

Le bourg de Mesela se trouve à près de 2 500 m d'altitude dans la partie nord du woreda,.
Il est desservi par une route secondaire qui le relie en une trentaine de kilomètres à la route Awash-Harar d'où l'on rejoint rapidement Hirna, principale ville de Tulo. Dans la zone Misraq Hararghe, Hare Wacha est également accessible par route à 26 km de Mesela. En revanche il n'y a pas de route directe de Mesela à Jaja, ni de Mesela à Chiro/Asebe Teferi[réf. souhaitée].

## Démographie
D'après le recensement national de 2007 réalisé par l'Agence centrale de statistique d'Éthiopie, le woreda compte 151 698 habitants et 3% de la population est urbaine, la population urbaine se limitant aux 4 590 habitants du bourg de Mesela.
La majorité des habitants (90,9%) sont musulmans tandis que 8,7% sont orthodoxes.
Avec une superficie de 686,57 km2[réf. souhaitée], le woreda a en 2007 une densité de population de 221 personnes par km2 ce qui est supérieur à la moyenne de la zone.
En 2020, la population est estimée (par projection des taux de 2007) à 201 632 personnes.